# Peristaltické čerpadlo
Peristaltické čerpadlo také peristaltická pumpa je objemové čerpadlo typicky určené pro čerpaní kapalin.

Peristaltické čerpadlo (schéma)

## Princip
Pracuje na principu paměti materiálu, ze které je vyrobena flexibilní trubice čerpadla, která je střídavě stlačována a uvolňována. Během pomalého otáčení rotoru dochází k postupné deformaci hadice, přičemž se uzavře malý objem kapaliny v trubici, který je poté před lopatkou (bývá 2 až 6 lopatek) vytlačován z hadice po směru rotace lopatky a za lopatkou tudíž vzniká podtlak, který má za následek opětovné nasátí čerpané kapaliny. Sání nebo profuk je řízen směrem, kterým se otáčí čerpadlo.

## Využití
Tento typ čerpadla se používá například ve zdravotnictví, například při dialýze. Peristaltická čerpadla jsou často využívána tam, kde je potřeba velmi přesné dávkování, jelikož velikost odebraného vzorku je dána počtem otáček čerpadla s nasátou kapalinou, kterou detekuje senzor v nasávacím potrubí.
Výhodou oproti ostatním typům čerpadel je styk čerpané látky pouze s trubicí, snadné čištění, volitelná odběrová rychlost a poměrná jednoduchost konstrukce.
Ideální peristaltická pumpa by měla mít tyto vlastnosti: nekonečný průměr hlavy, přítlačné kolo velkého průměru s regulací přítlačné síly podle stěny hadičky. Taková peristaltická pumpa by měla neomezenou životnost hadičky, průtok kapaliny by byl naprosto konstantní a bez jakékoli pulzace. Je však zřejmé, že taková pumpa by byla kvůli svým rozměrům nepraktická. K ideálním podmínkám se lze přiblížit vhodnou konstrukcí hlavy a přítlačných rolnic.
Hlavní nevýhodou jsou ztráty u plynů a těkavých součástí čerpané látky.